# Deferipronă
Deferiprona este un medicament agent chelator al fierului și este utilizat pentru a trata supraîncărcarea cu fier în cazul talasemiei majore. A fost aprobat pentru prima dată și indicat pentru utilizare în tratamentul talasemiei majore în 1994 și a fost autorizat pentru utilizare în Uniunea Europeană timp de mulți ani, în timp ce aștepta aprobarea în Canada și în Statele Unite. La 14 octombrie 2011, a fost aprobat pentru utilizare în SUA în cadrul programului de aprobare accelerată al FDA.
Cele mai frecvente efecte secundare includ urină colorată roșie-maronie (care arată că fierul este eliminat prin urină), greață (senzație de rău), dureri abdominale (dureri de stomac) și vărsături. Efecte secundare mai puțin frecvente, dar mai grave sunt agranulocitoza (niveluri foarte scăzute de granulocite, un tip de celule albe din sânge) și neutropenia (niveluri scăzute de neutrofile, un tip de celule albe din sânge care luptă împotriva infecțiilor).